# 夢路いとし・喜味こいし
夢路 いとし・喜味 こいし（ゆめじ いとし・きみ こいし）は、1937年から2003年までの間活動した、夢路いとしと喜味こいしの兄弟による日本の漫才コンビ。1937年に少年漫才コンビとして活動を開始、2003年9月に兄の夢路いとしが死去するまで活動を続けた。1999年、大阪市が指定無形文化財に指定。「上方漫才の宝」と呼ばれる。

## 経歴

### コンビ結成
夢路いとし（本名・篠原博信）と喜味こいし（本名・篠原勲）は兄弟で、旅回りの劇団に所属する両親の間に生まれた。父親は元警察官であったが、芝居好きが高じて退職し、芸能の世界に飛び込んだという。また、看護師だった母はその父に従い、三味線を習得して巡業に帯同したという。
幼い頃の2人は子役として活動（初舞台はともに1932年）し、兄の博信は東京で映画に出演、弟の勲は劇団の巡業について全国を巡り、芝居に出演した。1936年、二・二六事件をきっかけに一家は名古屋市で暮らすようになった。名古屋でも2人は芝居に出演した。変声期を迎え「大人とも子供ともつかんような中途半端な年齢」に差しかかっていた2人はチンピラ劇に出演するようになり、そこで漫才のような掛け合いを演じた。2人は、父が書いた『野球但馬守』なる掛け合いの台本を記憶している。
ある時2人は共演者で玉乗り芸人の井上金太郎に掛け合いが面白いと評価され、漫才師に転向するよう勧められた。井上の勧めに従うことにした2人は井上の紹介で漫才師の荒川芳丸（井上が属する一座の座長を務めていた）に弟子入りすることになり、1937年秋に一家で荒川の一座に入った。荒川は漫才師となった2人に荒川芳博・芳坊という芸名をつけた（芳博が博信、後の夢路いとし、芳坊が勲、後の喜味こいし）。喜味こいし（芳坊）曰く、荒川自身は「鼓を叩くような古いスタイルの漫才」をやっていたがそのような漫才は時代遅れだと認識しており、2人にしゃべくり漫才をやるように勧めた。コンビ結成当初はしゃべくり漫才が世間に漫才として十分に認知されておらず、地方の興業では客から「漫才をやれ!」と野次られ、泣きながら演じることもあった。
1940年10月に荒川芳丸が急死し、一座は解散した。芳丸の息子の荒川小太郎が吉本興業の所属となり、小太郎の誘いを受けた2人も手見せを経て吉本興業に所属することになった。2人は家族とともに大阪へ移り、当時大阪で最も権威のあった寄席である南地花月と花月倶楽部をはじめとする吉本興業直営の寄席に出演した。

### 活動停止
1943年、弟の芳坊（後の喜味こいし）が山口県の軍需工場に徴用され、コンビは活動停止を余儀なくされた。徴用されて半年ほどが経った時期に芳坊は少年兵として兵役に就くことを志願し、徴兵検査で甲種合格。山口の歩兵第42部隊の重機関銃中隊に配属された。その後広島に配属され、そこで終戦を迎えた。芳坊は1945年8月6日に被曝したが幸い重い原爆症を発症することはなく、終戦後間もなく大阪へ戻った。
なお体が弱かった兄の芳博（夢路いとし）は徴兵検査で不合格となり、徴兵も徴用もされなかった。芳坊が不在であった間、芳博は荒川光月とコンビを組んだり、慰問団の司会をしている。

### 活動再開
芳坊（後の喜味こいし）が大阪へ戻ってしばらく後に、2人は山田博・勲として活動を再開させた。当時、戦災により直営の寄席を失った吉本興業は演芸を行わなくなっていたため、2人は松鶴家団之助が設立した団之助興行社の興行に参加した。1947年、2人は他の漫才師らとともに新作漫才の発表会「MZ研進会」を結成した。MZ研進会の運営は演者が自らネタを考えて演じ、会長を務める漫才作家の秋田實がアドバイスを入れるという形で行われた。喜味こいしによると、この時の経験が後に夢路いとし・喜味こいしのネタ作りのスタイル（夢路いとしが考えたネタに喜味こいしが意見を言って構成を考える）の確立に繋がった。MZ研進会参加後は秋田が2人のために台本を書くこともあった。ただし秋田は筋書きを考えるだけで、ネタの細かな構成はいとしが考えた。秋田についていとしは「私達が今日あるのは、ひとえに先生のご威光のお陰」「私たちは秋田門下です。それを誇りに思って、今も漫才をやっています」、こいしは「我々にとって生涯の恩師」と述べている。
2人はMZ研進会に参加していた時期に芸名を夢路いとし・喜味こいしに改めた。新しい芸名が決まった経緯は以下のとおりである。まず兄の芳博が並木一路・内海突破（当時東京で活躍していた漫才コンビ）のように2人あわせても1人でも意味の通る名前として「いとし・こいし」を考えた。どちらがどちらの名前を名乗るかじゃんけんで決め、勝った芳博がいとしを選んだ。次に屋号を考え、月丘夢路のファンであった芳博が夢路いとし、芳坊は二村定一のヒット曲『君恋し』から喜味こいしとした。なお、はじめは「いと志・こい志」と変体仮名で表記していたが、間もなく普通の平仮名にした。
1949年12月、いとし・こいしは秋田が番組構成を担当した全国放送のラジオ番組『上方演芸会』に定期的に出演するようになった。『上方演芸会』出演をきっかけにいとし・こいしは若手漫才コンビとして名が売れるようになり、漫才に軸足を置きつつ、『がっちり買いまショウ』（毎日放送）の司会を務めたのを始めとして、テレビ、ラジオ、映画、演劇など様々な分野で活躍するようになった。本業の漫才では第4回上方漫才大賞の大賞（1969年）や第5回上方お笑い大賞の大賞（1976年）など、数々の賞を受賞した。
いとし・こいしはしばしば時事ネタを扱いつつ、その時の2人の年齢に合わせたネタを演じた。喜味こいしによると、年齢に合わせて演じることで無理することなく、自然体で演じられたという。2人はキャリアを重ねる中で、他の漫才師のしゃべり方が時代とともに速くなるのに対し、敢えて年相応のゆっくりとしたしゃべり方をするようになった。その結果、桂米朝が「淡々として世間話のようなしゃべり方でいつの間にやらお客を引きつけ、最後は爆笑に持っていく。ああいう型はだれもようやらんのでは」と評したスタイルが確立され、世代を問わず高い支持を集めることに成功した。

### 解散
2人は「90歳になるまで漫才をやりたい」と述べていたが、2003年9月25日に兄の夢路いとしが死去。同月29日に喜味こいしは「いとし・こいしという漫才は、兄貴が死んで、もう終わりでございます。」と語り、コンビ解散を発表した。解散後、2011年1月に死去するまでの間、こいしはコンビを組まず一人で活動した。
夢路いとしの死後、いとし・こいしを師と慕うはな寛太・いま寛大がいとし・こいしを襲名するとネタにするようになった。喜味こいしは2人に「自分が死んだらいとし・こいしを継いでもいい」と言ったがはな寛太が2007年に死去し、襲名は幻に終わった。

## 主な演目
- 『交通巡査（交通整理）』 - 上方落語の演目『代書屋』をアレンジしたネタで、警察官（こいし）が職務質問をした相手（いとし）に翻弄される。喜味こいし曰く、いとし・こいしが最も多く演じたネタである。はじめは短いネタであったが、ある時寄席で時間を稼ぐためにネタを延ばしたのをきっかけに長編となった[37][38]。
- 『ポンポン講談』 - いとしが講談『曽我物語』を演じ、こいしが張扇の音を声に出して入れるが、次第にテンポが早くなりこいしが翻弄される。元々は戦前から活動した鹿島洋々・林正二郎の持ちネタであった[39][40]。
- 『恋愛勧進帳』 - 歌舞伎の演目『勧進帳』における山伏問答のパロディ。「勧進帳を漫才でやれないか」というこいしの提案によりいとしが台本を書いた[39][40]。
- 『親子どんぶり』 - 親子であるニワトリと鶏卵がそれぞれ食材となり、親子丼の具となって再会を果たすネタ。森鷗外の小説『山椒大夫』のもとになった説話『さんせう大夫』のパロディである黄表紙『再会親子銭独楽』をもとに作られた[41]。
- 『ジンギスカン』 - 鍋料理が好き、という話題から始まり、いとしが「煮るものより焼くものがいい」と言うとこいしが「ではジンギスカンをやってごらん」と勧める。いとしの「やったことがないからやり方を教えてくれ」という質問からこいしの料理解説が始まるが……。
- 『迷子の愛犬』 - いとしの愛犬が散歩中に逃げ出して行方不明になった。こいしは町内に迷子犬のポスターを作ることを提案し、いとしの愛犬の詳細を聞き出そうとするが……。
- 『銀行』 - 最近は何でも機械ばかりでよく分からないと嘆くいとし。銀行で預金をおろそうとするもやり方が分からず、偶然居合わせた客（こいし）に尋ねるが……。
- 『娘の縁談』 -
- 『花嫁の父』 -
- 『売り声・季節感』 -
- 『我が家の湾岸戦争』 - 湾岸戦争勃発時に発表した、晩年の得意ネタ。いとしが自らの夫婦喧嘩を湾岸戦争に掛け合わせ、こいしが閉口する。地口ネタ。
- 『七十才からの挑戦』 - 同じく晩年の得意ネタ。年を取っても様々なことに挑戦しなければならない、という話から始まり、そこから唐突にいとしが「僕は大学生になりたい」と言い出す。こいしが「なぜ大学にいきたいのか」と尋ねると……。
- 『ハンバーガーショップ』 - 老年期のネタ。こいしが孫とハンバーガーショップに行った話を始めるがいとしは行った事がなく、ハンバーガーショップを知らないと言い出す。こいしが腕でハンバーガーを表現するが……。

## エピソード
- 漫才を演じる際には、自分たちの出番の前に演じられる漫才を舞台袖で見る習慣があった。これはその日の客がどのような系統の笑いを好むのかを確かめるためで、その時に立てた目安をもとに演じるネタを決めた。演じている最中も客の反応によって呼吸や間、リズムを変えた。こいしは、客席が暗いと後の客の反応を表情から読むことができず、演じづらかったと述べている[42]。
- いとし・こいしは「漫才には、『ここはこうしなければならない』などという具体的な教えはない」という考えから、弟子をとろうとしなかった。例外的に弟子となったのが桑原和男（吉本新喜劇の俳優として知られるが、当初は漫才師を志望していた）であるが、桑原に対しても漫才の指導はしていない。こいしは他人の漫才を指導するという考えについて、「教わった者が皆、指導した者がいいと思うようなしゃべり方をするようになってしまう」と否定的である。[43][44]。
- いとし・こいしはトリ（その日の舞台で最後に出演すること）を務めようとしないことで有名だった。その理由は2人が、豪快な笑いをとる漫才がトリにはふさわしく、軽快な笑いをとる自分たちはトリにふさわしくないと考えていたことと、トップには上がなく後は下がるだけという理由から2番手を好んだことにある[45]。
- オール巨人がいとし・こいしに対して色紙にサインを求めた際、『漫才を頼む』と書いてサインした。
- 2人が漫才師として活動を始めた当初はいとしがツッコミでこいしがボケであった。しかしある時ネタ合わせの際にこいしがツッコミを演じたのがきっかけとなっていとしがボケ、こいしがツッコミを担当するようになった[46]。しかし、その後も、たまにボケとツッコミを入れ替えることがあり、現在でも映像により同じネタを2通り楽しむことができる。
- いとし・こいしの漫才には演目の冒頭における自己紹介や「つかみ」（何らかのパフォーマンスを行い、客の関心を引く行為）がない。2人によるとこれは昔、定期的に出演していた『上方演芸会』の生放送で持ち時間が4分しかなく、自己紹介をしていると時間がなくなるため省略していたのが習慣化した[47]。

## 評価
上岡龍太郎は、関西には露悪的で下品な芸風の芸人が多い中で、いとし・こいしには凛とした品の良さがあったと述べている。小松左京も同様に、いとし・こいしの漫才には「都会的で上品な香りがする」と述べている。上岡によると2人は人柄の良さという点でも頭抜けていて、「もし、いとこい先生が誰かと揉めていたら、これは文句なく相手が悪い」「理由が分からなくても相手が悪い」と言えるほどだと述べている。
上岡龍太郎はいとし・こいしの特徴として、新作漫才を多く演じたことを挙げている。上岡は、新作漫才は観客が想定とは異なる反応を示すことが多く精神的に疲れるものであるにもかかわらず「しんどいけど、新作を舞台にかけた時のなんとも言えん気持ちが好きや」と語るいとし・こいしを称賛している。こいしによると若手時代に先輩の芸人が2人のネタを無断で演じてしまうことがよくあり、ネタをとられないために新作漫才を多く演じるようになった。
西川きよしはいとし・こいしの優れた点として、独特の呼吸と間を持ち常にマイペースで演じる点を挙げている。きよしは2人が持つ呼吸と間の絶妙さについて「漫才界で名人といえるのは、いとし・こいし先生だけと言って間違いない」と評している。藤田まことも、2人の呼吸と間は名人芸だと評している。上岡龍太郎は、いとし・こいしの漫才の凄さは無駄がなく、悪いところが何もない点にあると評している。

## 出演
夢路いとし・喜味こいしとしての出演番組を記載。ピンでの出演作品は夢路いとしと喜味こいしの出演の項目を参照。

### テレビ番組
- モダン寄席（NHK総合）
- 土曜ひる席（NHK総合）
- ごきげんさん（NHK総合）
- バラエティー生活笑百科（NHK総合[53]） - 兄弟で準レギュラー出演[54]
- オリエンタル→グリコ がっちり買いまショウ（毎日放送・NET→TBS） - 兄弟で司会[55]

### テレビドラマ
- 銭形平次 （フジテレビ・東映）
  - 第36話「平次屠蘇機嫌」（1967年）
  - 第344話「人情豆狸横丁」（1972年） - 天満屋幸兵ヱ(いとし)、儀一(こいし) 役
- 夫婦旅日記 さらば浪人 第17話「群狼の街」（1976年、フジテレビ）

### ラジオ番組
- 気まぐれショウボート（NHKラジオ第1放送）
- 漫才教室（朝日放送ラジオ）

### CM
- 大日本除虫菊 殺虫剤全般、アリキンチョール、ムカデキンチョールほか（1992年 - 1995年）[56]
- なとり

### 劇場中継
- コミック捕物帖 まげもの110番（毎日放送、1959年9月～1960年2月）[† 5]。

### 映画
- 怪盗火の玉小僧　(1953年)
- トンチンカン八犬伝　(1953年)
- 弥次喜多漫才道中　(1955年)
- 漫才長屋は大騒ぎ　(1956年)
- 漫才長屋に春が来た　(1956年)
- 漫才学校　爆笑八人組　(1956年)
- 漫才学校　第三部　ゴリラ大暴れ　(1956年)
- 上方演芸　夢月城騒動記　(1957年)
- 上方演芸　底抜け捕物帖　(1957年)
- 漫才学校　第二部　ガヤガヤホテル　(1957年)
- 忍術水滸伝　稲妻小天狗　(1958年)
- 若君千両傘　(1958年)
- 右門捕物帖　片眼の狼　(1959年)
- かた破り道中記　(1959年)
- お染久松　そよ風日傘　(1959年)
- 快傑黒頭巾　爆発篇　(1959年)
- 一心太助　男の中の男一匹　(1959年)
- 透明天狗　(1960年)
- 幽霊小判（1960年、大映）　目明し役(六助・やん八)で出演　推理時代劇
- 竜巻小僧　（1960年）
- 東海道篭抜け珍道中　(1960年)
- 右門捕物帖 南蛮鮫（1961年、東映） 下駄屋の平助・ちょんぎれ松役
- 右門捕物帖　まぼろし燈篭の女　(1961年)
- 素っ飛び二人三脚　(1961年)
- アワモリ君西へ行く　(1961年)
- ひばり・チエミの弥次喜多道中　(1962年)
- 喜劇　団地親分　(1962年)
- 第三の悪名（1963年、大映）　入墨師役で出演
- ひばり・チエミのおしどり千両傘　(1963年)
- てなもんや三度笠　(1963年)
- てんやわんや次郎長道中　(1963年)
- 続・てなもんや三度笠　(1963年)
- 大日本コソ泥伝　(1964年)
- 鼠小僧次郎吉　(1965年)
- 大日本殺し屋伝　(1965年)
- スチャラカ社員　(1966年)
- 博奕打ち　殴り込み　(1968年)
- 大阪物語　(1999年)

### 舞台
- ミヤコ蝶々の大劇場公演には、蝶々の晩年までコンビ揃って役者として出演している。パンフレットの名前の並びも蝶々の次である。